# Окунь, Леонид Исаакович
Леони́д Исаа́кович О́кунь (29 декабря 1929, Минск — 26 апреля 2015, Тель-Авив) — самый молодой (15 лет) кавалер двух орденов Славы в Красной Армии.

## Биография
Родился в Минске. Старший брат и отец Леонида ещё до начала войны находились на службе в армии. Леонид с матерью и сестрами эвакуироваться не успели, и, как и все евреи, оказались в Минском гетто.
Зимой 1941 года мать Леонида отдала все оставшиеся семейные драгоценности за то, чтобы сына вывели из гетто и из города и спрятали в белорусской семье на хуторе. Женщина, которая вывела Леонида, забрала золото, а мальчика бросила замерзать в лесу. Случайно на него наткнулись партизаны, и Леонид Окунь стал партизанским связником и проводником из гетто в 3-м отряде имени Суворова бригады имени Чапаева. Вывел из гетто около пятидесяти человек, но свою семью не успел. После того, как кто-то в Минске донёс полицейским, что Леонид находится в партизанах, немцы повесили в гетто всех его родных — восемь человек.
Затем Леонид Окунь воевал в составе партизанского отряда 106 под командованием Зорина.
В 1944 году, приписав себе два года по возрасту, добился зачисления в роту автоматчиков 563-го стрелкового полка 153-й стрелковой дивизии, затем его перевели в разведывательный взвод полка.

## Первый «Орден Славы»
В сентябре 1944 года в составе группы разведчиков пятнадцатилетний Леонид Окунь смог в одиночку взять в плен немецкого офицера и с помощью остальных доставить его живым для допроса. Через два дня, во время следующей разведки, Леонид был тяжело ранен в живот и в спину.
За поимку и доставку важного «языка» в сентябре 1944 года награждён «Орденом Славы III степени».

## Второй «Орден Славы»
В ноябре того же 1944 года в Польше во время штурма немецкой высоты всё ещё пятнадцатилетний Леонид Окунь участвовал в бою в составе полковой разведки, которую выставили в первой цепи атакующих. Увидев, что знаменосец полка убит, Леонид подбежал к нему, поднял знамя и во весь рост пошёл впереди полка в атаку. Был ранен разрывной пулей в правое бедро и вытащен с поля боя.
За этот подвиг в ноябре 1944 года награждён «Орденом Славы II степени».
Также во время службы во фронтовой разведке был представлен к орденам Красного Знамени и Красной Звезды, но по невыясненным причинам эти награды не получил.
Всего за время службы получил восемь ранений.

## После войны
После войны Леонид Окунь попытался окончить среднюю школу, чему помешала война, и ему пришлось пойти в четвёртый класс. Вскоре школу оставил и был зачислен в школу юнг в Лиепае, попав в группу подготовки электриков. Далее служил в Балтийском флоте на тральщике. Из-за подорванного фронтовыми ранениями здоровья через два с половиной года был из флота комиссован.
Вернулся в Минск, работал электриком, отучился в вечерней школе, заочно закончил Московский энергетический институт. Получив диплом, более двадцати лет проработал главным энергетиком одного из минских заводов. После этого неожиданно ушёл работать заведующим постановочной частью в Минском театре оперы и балета, также оформлял спектакли в театре имени Янки Купалы.
В начале 1990-х годов репатриировался в Израиль. В первый же год жизни в еврейском государстве получил почётное приглашение зажечь в Иерусалиме одну из шести свечей на церемонии в «День Катастрофы». Умер в Тель-Авиве в 2015 году.